# Victor Anomah Ngu
Victor Anomah Ngu, né le 1er février 1926 à Buéa et mort le 14 juin 2011 à Yaoundé, est un universitaire, chercheur camerounais et ancien ministre de la santé publique. Il devient célèbre après avoir inventé le VANHIVAX, un vaccin qu'il affirme être une solution immunologique dans le traitement du SIDA. 

## Biographie

### Naissance et études
Victor Anomah Ngu naît le 1er février 1926 à Buéa. Après avoir passé ses études secondaires à la St. Joseph's College à Sasse, il entre à l'université d'Ibadan au Nigeria puis à la St Mary's Hospital Medical School à Londres puis à l'université de Londres.

## Décès
Il décède au CHU de Yaoundé des suites d'une longue maladie le 14 juin 2011.

## Distinctions
- 1972 :  Grand collier de l'ordre de la Valeur, en tant que grand commandant
- 1972 : Prix Albert-Lasker pour la recherche médicale clinique[3]

- 1989 : Prix et médaille du Dr Samuel Lawrence Adesuyi par la communauté sanitaire d'Afrique de l'Ouest
- 2003 : Prix Leon H. Sullivan, États-Unis[4]